# Wikitext

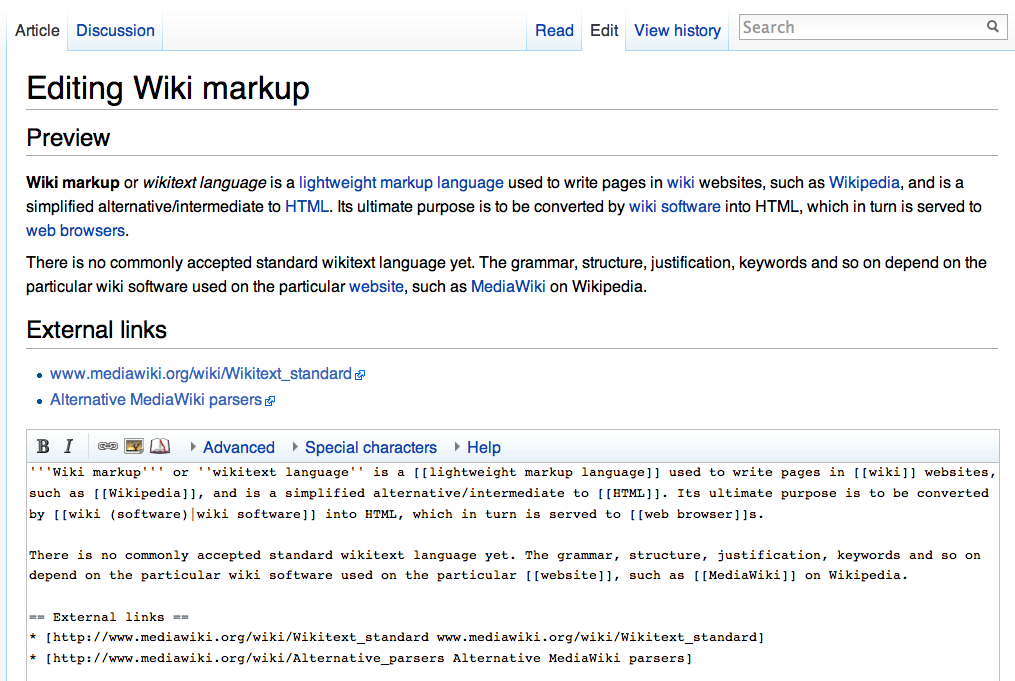
wikitext utilitzat a la Wikipedia

Per a definir què és un Wikitext Markup Language, cal dir primer que és un text elaborat per un llenguatge de marcació especial per a l'elaboració de pàgines wikis, en servidors que tinguin instal·lat algun software per a wikis.
El llenguatge de marcació per a wikis se l'anomena llenguatge wikitext i no existeix un estàndard que defineixi la seva sintaxi, les seves característiques i la seva estructura, com la té el llenguatge HTML. Per contra, depenent del software wiki, el llenguatge wikitext varia.
En alguns programes wikis s'accepta l'ús d'algunes marcacions d'HTML o d'altres llenguatges de marcació. I això també depèn de la restricció del lloc, que permet o restringeix algunes marcacions.
Entre els llenguatges wikitext està l'estàndard de MediaWiki. On les marcacions s'aconsegueixen a partir d'una sintaxi senzilla. Per exemple per a crear un hipervincle, s'agrega les marcacions [[ seguit pel nom de l'enllaç intern i finalitzat per ]]. O per ressaltar en negreta una paraula s'utilitza les marcacions de cometes.
La wikipedia usa el software Mediawiki, en el qual també s'accepten moltes marcacions HTML.